# 山内薫
山内 薫（やまのうち かおる、1957年4月27日 - ）は日本の化学者。東京大学理学系研究科化学専攻教授。強光子場における分子のダイナミクスを専門分野とする。

## 経歴
- 1981年　東京大学理学部化学科卒業[2]
- 1985年　東京大学教養学部基礎科学科第一　助手[3]
- 1986年　博士号取得[2]
- 1990年　東京大学教養学部基礎科学科第一　助教授[3]
- 1997年　東京大学大学院理学系研究科化学専攻　教授[3]

## 研究
光と分子の相互作用および光に誘起された分子のダイナミクスを、実験および理論の両面から研究している。

## 受賞・栄典
- 1989年　日本分光学論文賞[3]
- 1991年　日本化学会進歩賞[3]
- 2000年　日本IBM科学賞[1][3]
- 2008年　レーザー学会論文賞（解説部門）など
- 2020年　紫綬褒章[4][5]